# Pierre Adolphe Lesson

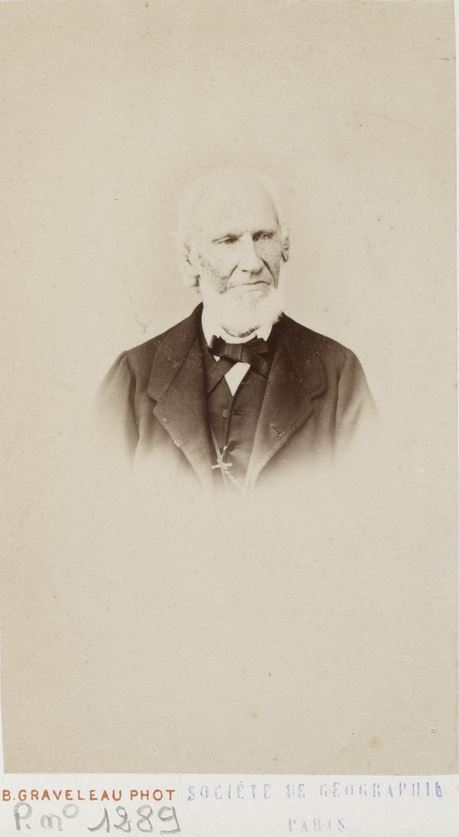
Pierre Adolphe Lesson

Pierre Adolphe Lesson (* 24. Mai 1805 in Rochefort; † 16. Mai 1888 ebenda) war ein französischer Arzt, Anthropologe und Naturforscher.

## Leben und Wirken
Sein Vater René Clément Lesson (1760–1844), ein Angestellter des Marinebüros, heiratete am 3. Juli 1792 Marie Eustelle geb. Nicoleau (1768–??). Sein älterer Bruder René Primevère Lesson (1794–1849) war ebenfalls ein berühmter Naturforscher.
In seiner frühen Kindheit machte Adolphe Lesson zunächst eine Lehre als Zimmermann. Als er am 16. Mai 1821 an der École de médecine navale de Rochefort aufgenommen wurde, begann seine Karriere als Arzt. Von April 1823 bis Mai 1824 studierte er dort Chirurgie und bekam am 16. Mai 1824 als Chirurg dritter Klasse seine erste Arbeitsstelle. Bereits am 7. Juli 1827 folgte seine Beförderung zum Chirurg zweiter Klasse.
Im April 1825 ging er erstmals auf Reisen und begleitete die Gabarre La Durance unter der Leitung des Kapitäns Vincent-Marie Moulac (1794–1849) nach Neufundland. Das Schiff kehrte am 25. November 1825 nach Brest zurück. In einem Brief, der im Journal des voyages veröffentlicht wurde, beschrieb Lesson seine Eindrücke von dieser Reise.
Im April 1826 brach Jules Dumont d’Urville zu einer zweiten Reise mit der Gabarre Astrolabe (ehemals La Coquille) von Toulon auf, mit dem Ziel, die verschollenen Wracks der beiden Schiffe von Jean-François de La Pérouse zu finden. Mit an Bord war Adolphe Lesson, der als Schiffsarzt und Botaniker diente. Dazu wurde die Mannschaft von Charles Hector Jacquinot (1796–1879), Jean René Constant Quoy (1790–1869), Joseph Paul Gaimard (1793–1858), Victor Charles Lottin (1795–1858), Victor Amédée Gressien (1798–1880), Pierre-Édouard Guilbert (1800–1866) und Édouard Paris (1806–1893) begleitet. Zunächst ging es über Gibraltar nach Teneriffa.
Am 25. Mai warf man vor Algeciras Anker. Nach einem Aufenthalt bis zum 6. Juni erreichte man am 14. Juni Santa Cruz de Tenerife. Hier bestieg man den Teide, bevor man am 21. Juni zu den Kapverdischen Inseln aufbrach. Nachdem die Astrolabe Sal und Maio passiert hatte, erreichte man am 29. die Insel Santiago.
Schon am 30. Juni stachen sie wieder in See und erreichten am 31. Juli die Felsformation Martin's Bay an der Ostküste von Barbados und Trinidad. Da die folgenden Wochen von Sturm und Gewitter geprägt waren, entschloss sich der Kapitän wegen Schäden, die am Schiff durch die Unwetter entstanden waren, den King George Sound anzulaufen. Am 2. August passierte das Schiff den südlichen Wendekreis. Endlich erreichte man am 5. Oktober Hamelin Bay und Kap Leeuwin. Am D’Entrecasteaux-Nationalpark vorbei kam man am 7. Oktober am King George Sound an und warf Anker. Hier sammelte man siebzehn Tage und entschloss sich am 26. Oktober die Reise fortzusetzen. Das Schiff segelte zwischen Michaelmas Island und Breaksea Island durch, sodass der Weg nach Tasmanien führte. Entlang der Küste sahen sie Arthurs Seat und ankerten am 12. November in Western Port. Am 14. November untersuchte die Mannschaft Phillip Island. Am 19. November setzte man erneut die Segel, und einen Tag später sah man Rodondo Island. Cape Howe kam am 24. November in Sicht. Entlang der Küste war das nächste Ziel Crookhaven, bevor am 2. Dezember Port Jackson erreicht wurde.
Die Gabarre verließ Port Jackson am 19. Dezember 1826 Richtung Neuseeland, und am 10. Januar 1827 sah man mit Cape Foulwind erstmals neuseeländischen Boden. Man segelte entlang der Küste, bis man schließlich am 14. Januar Tasman Bay erreichte, die Dumont Astrolabe-Bucht nannte. Hier sammelte die Crew bis zum 22. Januar, um dann durch das gefährliche Gebiet des French Pass Richtung Admiralty Bay aufzubrechen. Hier kam man am 28. Januar an. Von der Te Koko-o-Kupe / Cloudy Bay, in der man am 29. Januar ankerte, vermaß man vom 30. Januar bis 8. Februar die nördliche Ostküste bis an den Waihou River. Die Astrolabe erkundete alle Kanäle im Firth of Thames. Am 6. März erreichte man das Gebiet der Bay of Islands und umrundete die nächsten zwei Tage das nördliche Kap Neuseelands mit Cape Reinga / Te Rerenga Wairua. Es ging zurück zur Bay of Islands, wo man bis 19. März vor Anker ging. Am 19. März lichtete der Kapitän die Anker erneut, um in 12 Tagen Tongatapu zu erreichen, doch führte eine Windstille dazu, dass sie sich weitere zwölf Tage an der Küste Neuseelands aufhielten. Am 2., 3. und 4. April passierten sie Curtis Island, Macauley Island und Raoul Island. Am 9. April erreichte das Schiff Pangai.
Die Astrolabe segelte nördlich von Neuseeland an den Kermadecinseln vorbei und erreichte am 18. April 1827 ʻEua. Hier wurde sie von Tongaern attackiert, wobei ein Mann starb. Nachdem man in Tongatapu ankerte, war es im Juni 1827 der Fidschi-Archipel, welches man erkundete. Weiter ging es über Neubritannien und Neuguinea, und die Astrolabe erreichte im Oktober Ambon. Den November verbrachte man an der Nordwestküste Australiens. Am 16. Dezember stoppte das Schiff in Hobart. Hier studierten die Forscher Tasmanien.
Am 5. Januar 1828 verließ die Astrolabe Hobart, um die Inseln zu erforschen und den Spuren Peter Dillons (1788–1847) auf der Suche nach den verschollenen Wracks von de La Pérouse zu folgen. Am 10. Februar erreichte die Gabarre Tikopia. Nach vergeblicher Suche nach dem Preußen Martin Buchert, dessen Frau und dem ostindischer Matrosen Joe war am 14. Februar der nächste Landeplatz Vanikoro. Der Tag wurde genutzt, um auch die Insel zu untersuchen. Weil die Westwinde eine Einfahrt in die Bucht verhinderten, entschloss sich der Kapitän, die Taumako-Inseln anzulaufen. Der Versuch scheiterte und am 21. Februar kehrte man nach Vanikoro zurück, um in der Manieve-Bucht zu landen. Das Wrack von La Pérouse fand man schließlich auf der anderen Seite der Insel. Dumont d'Urville ließ in der Manieve-Bucht ein Monument zur Erinnerung an Jean-François de La Pérouse errichten, das am 14. März 1828 mit drei Musketensalven eingeweiht wurde. Am 15. März verließ die Gabarre den Hafen in der Manieve-Bucht. Schlechte Windverhältnisse führten dazu, dass das Schiff erst wieder am 19. März auf hohe See gelangte. Über den weiteren Reiseweg der Astrolabe kann nur spekuliert werden, da Dumont D'Urville schwer erkrankte. Dumont D'Urville selbst vermutete, dass sie über Neuirland weiter über die Molukken oder die Philippinen vorbei am nördlichen Neuguinea gesegelt sind. Eigentlich wollte man durch die Torres-Straße, doch war der Zustand der Besatzung so schlecht, dass man von diesem Vorhaben absah. So ging es weiter nach Guam, wo sich die Mannschaft erholen sollte. Nach einem weiteren erfolglosen Versuch erneut Tongatapu zu finden, brach das Schiff am 26. März Richtung Marianne-Insel auf. Bereits am 13. Mai ging es über einige Inseln weiter nach Ambon, das am 10. Juli erreicht wurde. Von dort war Fort Amsterdam das nächste Ziel, und am 29. August erreichte man Batavia. Am 29. September kam die Astolabe auf der Île de France an. Schließlich endete die Reise am 25. März 1829 in Toulon.
Nach dieser Reise wurde Lesson nach Paris beordert und publizierte gemeinsam mit Achille Richard den ersten Band zum botanischen Teil der Reise mit der Astrolabe. Aus der Publikation gingen u. a. Aster furfuraceus, eine Art, die heute unter Olearia furfuracea beschrieben ist, Carex punctulata (ein Synonym für Carex pseudocyperus) und die Art Luzula picta hervor. Lesson wurde am 26. April 1831 mit dem Ritterkreuz (Chevalier) der Ehrenlegion ausgezeichnet. Im Jahr 1837 erschien seine Dissertation über Dysenterie, insbesondere während der Reise mit der Astrolabe.
Nach zwei kürzeren Fahrten mit dem Zweimaster Mayenne ging Lesson im Juli 1834 an Bord des Zweimasters Hussard, der unter der Leitung von Kapitän Claude de Cambray stand. Mit der Hussard war er 1834 entlang der spanischen Küste, im Jahr 1835 in Neufundland und Saint-Pierre und Miquelon und 1836 bis 1837 bei den Antillen und im Golf von Mexiko unterwegs.
Am 20. März 1839 brach der Zweimaster Le Pylade unter Kapitän Félix Bernard zu einer Forschungs- und Missionsreise nach Tahuata auf. Lesson diente bei der Reise als Schiffsarzt im Rang eines Majors. Die Reise führte sie über Santa Catarina, La Plata, Montevideo, Valdivia, Chiloé, Concepción, Valparaíso, Lima, die Marquesas, die Gambierinseln, die Sandwich Insel, die Gesellschaftsinseln, San Carlos, El Realejo, Acapulco und zurück nach Rio de Janeiro. Am 29. April 1840 erreichte man mit der Pylade Tahuata, um sich nach den ansässigen Missionaren zu erkundigen. Außerdem wollte Bernard hier eine Kirche zu Ehren von Maria Amalia von Neapel-Sizilien errichten. Am 10. Juni 1840 erfolgte die Beförderung zum Chirurg erster Klasse.
Von der Reise brachte Lesson seinem Bruder 700 Vogelbälge mit, von denen einige neu für die Wissenschaft waren. Auch zwei neue Hörnchen befanden sich in der Sammlung. Außerdem brachte er als Ausbeute 500 terrestrische und fluviatile Muschelarten der Küstengebiete von Chiloé bis Kalifornien mit.
Trotz seines angeschlagenen Gesundheitszustands wurde Lesson am 27. Januar 1843 auf die Marquesas berufen, wo er am 27. Oktober ankam. Der damalige Kapitän Armand Joseph Bruat (1796–1855), der seit April 1843 Gouverneur von Ozeanien und Tahiti war, machte ihn im Juni 1844 zum Chef des Gesundheitswesen der französischen Verwaltung von Ozeanien. Die Zeit zwischen 1844 und 1846 war gekennzeichnet durch Epidemien und Typhus sowie durch Aufstände rund um die Königin Pomaré IV., der Ausweisung des britischen Pastors George Pritchard (1796–1883) im März 1844 und der damit verbundenen Anerkennung der französischen Schutzherrschaft. Lesson diente in Ozeanien als Mitglied des Berufungsgerichts, Mitglied des Obersten Rates der Kolonie und später Mitglied des Regierungsrates. Am 30. Dezember 1846 wurde er zum zweiten Oberarzt befördert. Eine hartnäckige urologische Erkrankung brachte ihn dazu, seine Rückführung nach Frankreich zu erbitten. Trotzdem konnte er Papeete erst im November 1849, nach sechs Jahren in Ozeanien, verlassen. Nach seiner Rückkehr nach Paris konnte er wegen seiner Gebrechen nicht mehr tätig werden und ging am 10. Mai 1854 nach 31 Jahren in den Ruhestand.
Mit dem Anthropologen Ludovic Martinet publizierte er das vierbändige Werk Les Polynésiens: leur origine, leurs migrations, leur langage. Bereits 1846 erschien Voyage aux iles Mangarera (Océanie) mit Anmerkungen seines Bruders. 1876 folgte Vanikoro et ses habitants. Dazu erschienen von ihm Artikel in den Fachzeitschriften Bulletin de la sociéte de géographie de Rochfort und Revue d'anthropologie.
Seine Atlanten und Karten sowie seine reichhaltige Muschelsammlung vermachte er der Société de Géographie de Rochefort. Seine Bücher und Manuskripte gingen nach einer Sichtung durch seine Freunde Léon Savatier und Léon Ardouin (–1909) an die Stadtbibliothek von Rochefort. Der Bürgermeister von Rochefort Paul Charron (1832–1905) hielt bei seiner Beerdigung eine Lobrede.

## Dedikationsnamen
1842 beschrieb sein Bruder den Diademmotmot (Momotus lessonii) neu für die Wissenschaft, den er Adolphe widmete. Bei Psittacus oder Psittacula Lessoni, ein Name der auch zu seinen Ehren vergeben wurde, handelt es sich um ein Synonym für den Ultramarinlori (Vini ultramarina (Kuhl, 1820)). Außerdem nannte R. P. Lesson 1843 einen Kolibri Trochilus Adolphei, was heute als Synonym für eine Unterart des Rotschattenkolibris (Phaethornis ruber nigricinctus Lawrence, 1858) betrachtet wird. Bei Dromicus lessonii Lesson, RP, 1844 handelt es sich um ein Synonym für den Orangekehlregenpfeifer (Oreopholus ruficollis (Wagler, 1829)). Auch Picus lessonii, ein Synonym für den Königsspecht (Campephilus guatemalensis (Hartlaub, 1844)), wurde ihm gewidmet.
Bei Macroxus adolphei Lesson, RP, 1844 handelt es sich um die Bunthörnchen-Unterart Sciurus variegatoides adolphei.
Das Neuseeland-Wind-Gras (Anemanthele lessoniana) ist ein neuer Name für Agrostis procera ein Name, den Lesson und Achille Richard in ihrem botanischen Teil von Voyage de la corvette l'Astrolabe benutzten. Carex polystachya ist ebenfalls ein Synonym für Carex lessoniana.
Im Jahr 1830 schrieb Carlo Giuseppe Luigi Bertero:

„Un genre que je crois nouveau, et que je dédie à M. Lesson, appartient à la famille des Ombellifères, Près de L'Astrantia ou du Sanicula: C'est un arbre de 8 à 10 pieds de haut.“

Doch waren es erst 1833 William Jackson Hooker und George Arnott Walker Arnott, die die Gattung Lessonia für Lessonia bupleuroides als Synonym für Eryngium bupleuroides wissenschaftlich nannten.

## Publikationen (Auswahl)
- Détails sur Terre-Neuve, extrait d'une lettre de M. Adolphe Lesson, chirurgien de 3e Classe de la Marine Royaled. In: Journal des voyages: découvertes et navigations modernes, ou Archives géographique du XIXe Siècle, rédige par une société de geógraphes, de voyageurs et de littérateurs francais et étrangers. Band 28, 1825, S. 259–263 (books.google.de).
- Copie d'une lettre de M. Adolphe Lesson, naturaliste et médecin sur la corvette du roi l'Astrolabe, exécutant un voyage de découvertes sous les ordres du capitaine Dumont d'Urville - Sydney, 4 decembre 1826. In: Bulletin des sciences naturelles et de géologie, rédigé par MM. Delafosse, Raspail et Lesson. Band 11, 1827, S. 172–173 (biodiversitylibrary.org).
- Mémoire sur les peuple de la Mer du Sud, nommés Carolins ou Mongols-Pélagiens. In: Journal des voyages: découvertes et navigations modernes, ou Archives géographique du XIXe Siècle, rédige par une société de geógraphes, de voyageurs et de littérateurs francais et étrangers. Band 40, 1828, S. 177–205 (books.google.de).
- mit Achille Richard: Voyage de découvertes l'Astrolabe: exécuté par ordre du roi, pendant les années 1826–1827 – 1828–1829, sous le commandement de J. Dumont d'Urville. (= Botanique. Band 1). J. Tatsu, Paris 1832 (biodiversitylibrary.org).
- Quelques mots sur la dysenterie aiguë en général, et particulièrement sur celle qui a été observée à bord de l'Astrolabe pendant son voyage de découvertes: Thèse présentée et publiquement soutenue à la Faculté de médecine de Montpellier, le 15 décembre 1837. Jean Martel Aîné, impremeur de la Faculté de Médicine, Montpellier 1837 (archive.org).
- Notes sur Mollusques coquilles marines rapportées de la mer du Sur. In: Revue Zoologique par La Société Cuvierienne. Band 5, 1842, S. 102–104 (biodiversitylibrary.org).
- Notes sur les Oiseaux nouveaux ou peu connus rapportés de la mer du Sud. In: Revue Zoologique par La Société Cuvierienne. Band 5, 1842, S. 135–136 (biodiversitylibrary.org).
- Mollusques recueillis dans la mer du Sur par M. Adolphe Lesson (Genre mitra et Pleurotoma). In: Revue Zoologique par La Société Cuvierienne. Band 5, 1842, S. 141–144 (biodiversitylibrary.org).
- Mollusques recueillis dans la mer du Sud et l'ocán Atlantique. In: Revue Zoologique par La Société Cuvierienne. Band 5, 1842, S. 184–187 (biodiversitylibrary.org).
- Notes sur les Oiseaux nouveaux ou peu connus rapportés de la mer du Sud. In: Revue Zoologique par La Société Cuvierienne. Band 5, 1842, S. 209–210 (biodiversitylibrary.org).
- mit René Primevère Lesson: Voyage aux îles Mangareva: (Océanie). Imprimerie de Mercier et Devois, Rochefort 1844 (numelyo.bm-lyon.fr).
- Vanikoro et ses habitants. Erneste Leroux, Paris 1876 (digital.slv.vic.gov.au).
- Vanikoro et ses habitants. In: Revue d'anthropologie. Band 5, 1876, S. 252–272 (books.google.de).
- Traditions des iles Samoa. In: Revue d'anthropologie. Band 5, 1876, S. 589–604 (books.google.de).
- mit Ludovic Martine: Les Polynésiens leur origine, leurs migrations, leur langage. Band 1. Erneste Leroux, Paris 1880 (biodiversitylibrary.org).
- mit Ludovic Martine: Les Polynésiens leur origine, leurs migrations, leur langage. Band 2. Ernest Leroux, Paris 1881 (biodiversitylibrary.org).
- mit Ludovic Martine: Les Polynésiens leur origine, leurs migrations, leur langage. Band 3. Ernest Leroux, Paris 1882 (biodiversitylibrary.org).
- Notice biographique sur Quiros. In: Bulletin de la Societe de geographie de Rochefort. Band 5, Nr. 1, 1883, S. 3–29 (gallica.bnf.fr).
- Légende géographique des îles Marquises. In: Bulletin de la Societe de geographie de Rochefort. Band 5, Nr. 4, 1883, S. 286–294 (gallica.bnf.fr).
- mit Ludovic Martine: Les Polynésiens leur origine, leurs migrations, leur langage. Band 4. Ernest Leroux, Paris 1884 (biodiversitylibrary.org).